# Doxocopa laure
Doxocopa laure är en fjärilsart som beskrevs av Dru Drury 1773. Doxocopa laure ingår i släktet Doxocopa och familjen praktfjärilar. Inga underarter finns listade i Catalogue of Life.

## Bildgalleri

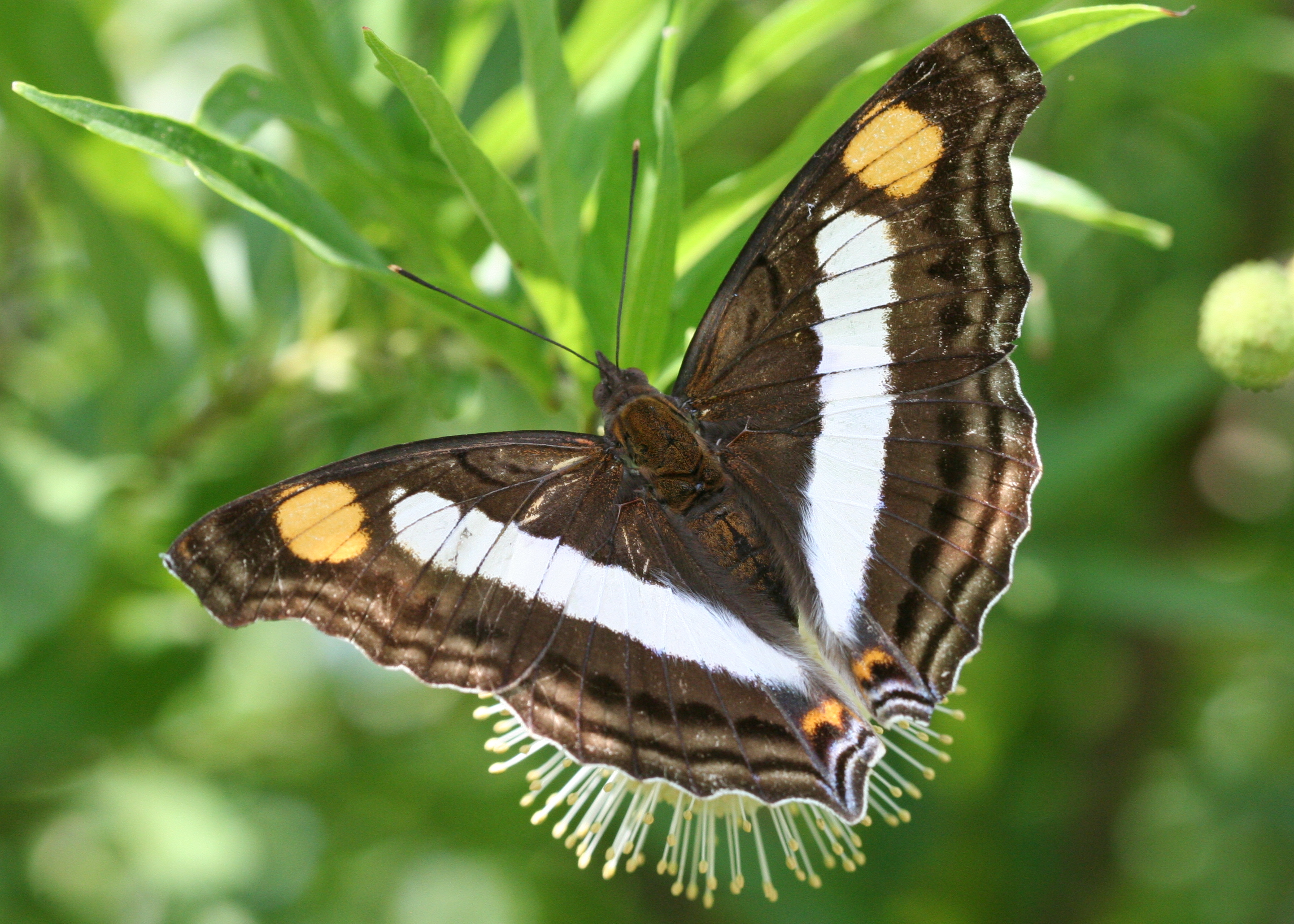
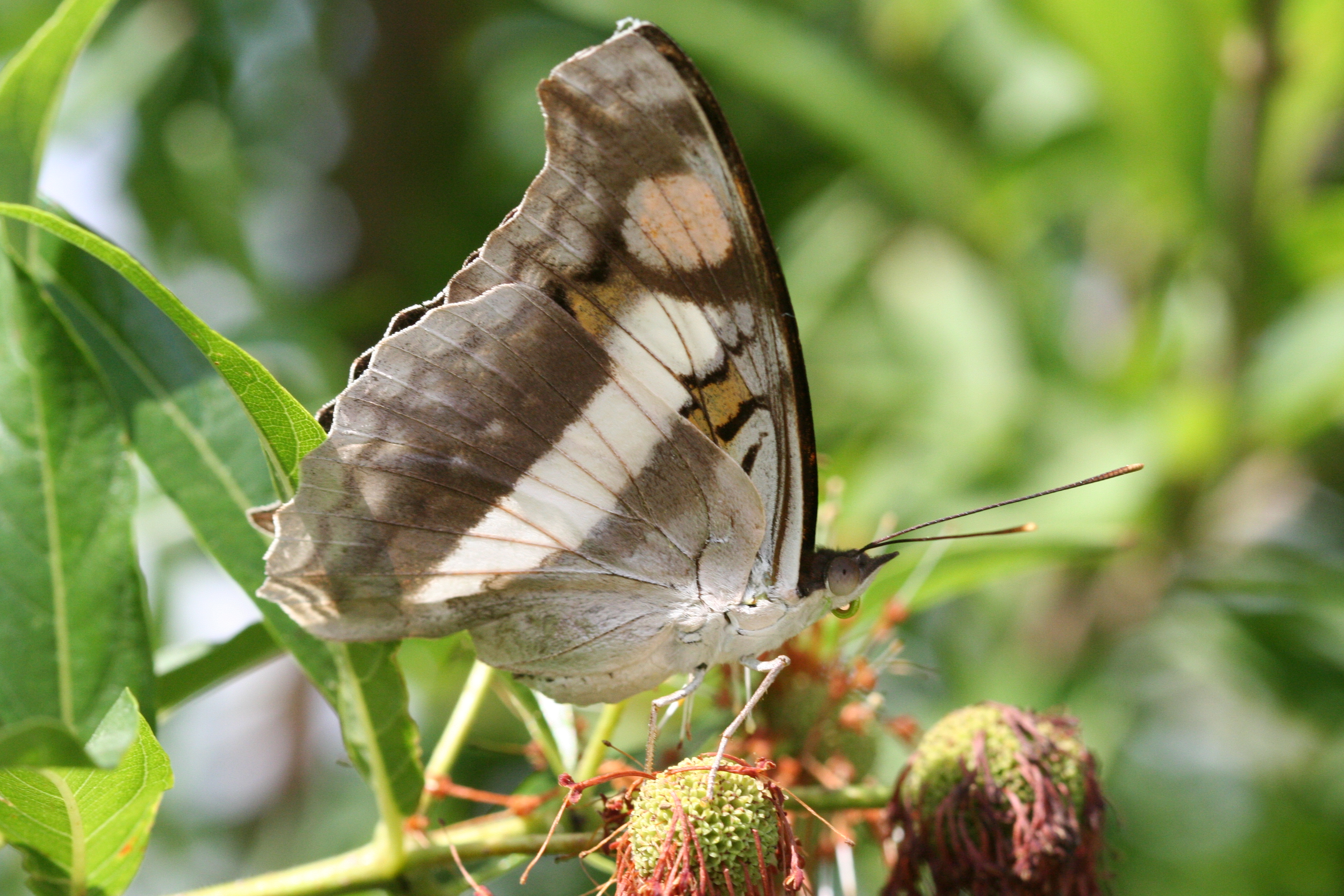
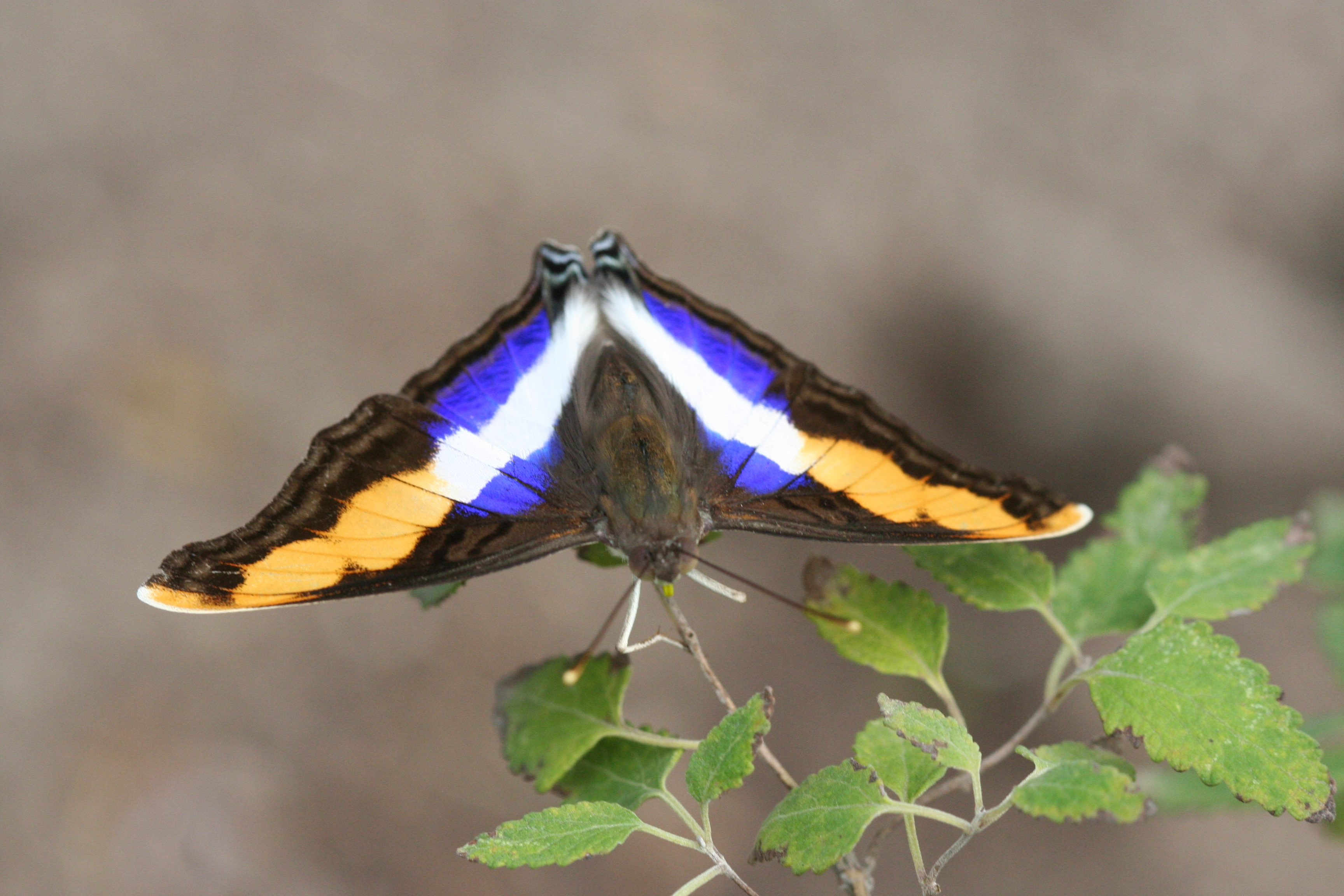